# Fuente del Abanico

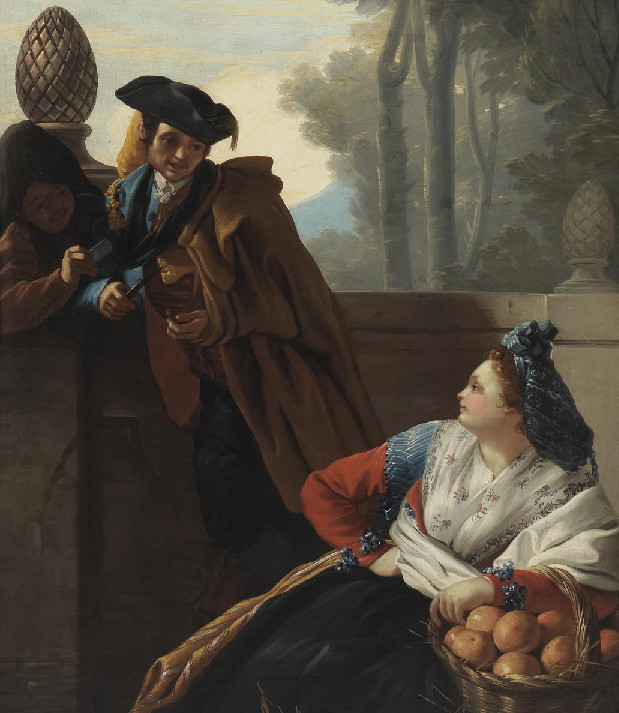
Detalle del lienzo de José del Castillo titulado 'La naranjera y un majo junto a la Fuente del Abanico', datado en 1779 y conservado en el Museo del Prado. Además de las figuras castizas del Madrid goyesco, se aprecian algunos detalles de la desaparecida fuente del Abanico, como las típicas alcachofas coronando capiteles.

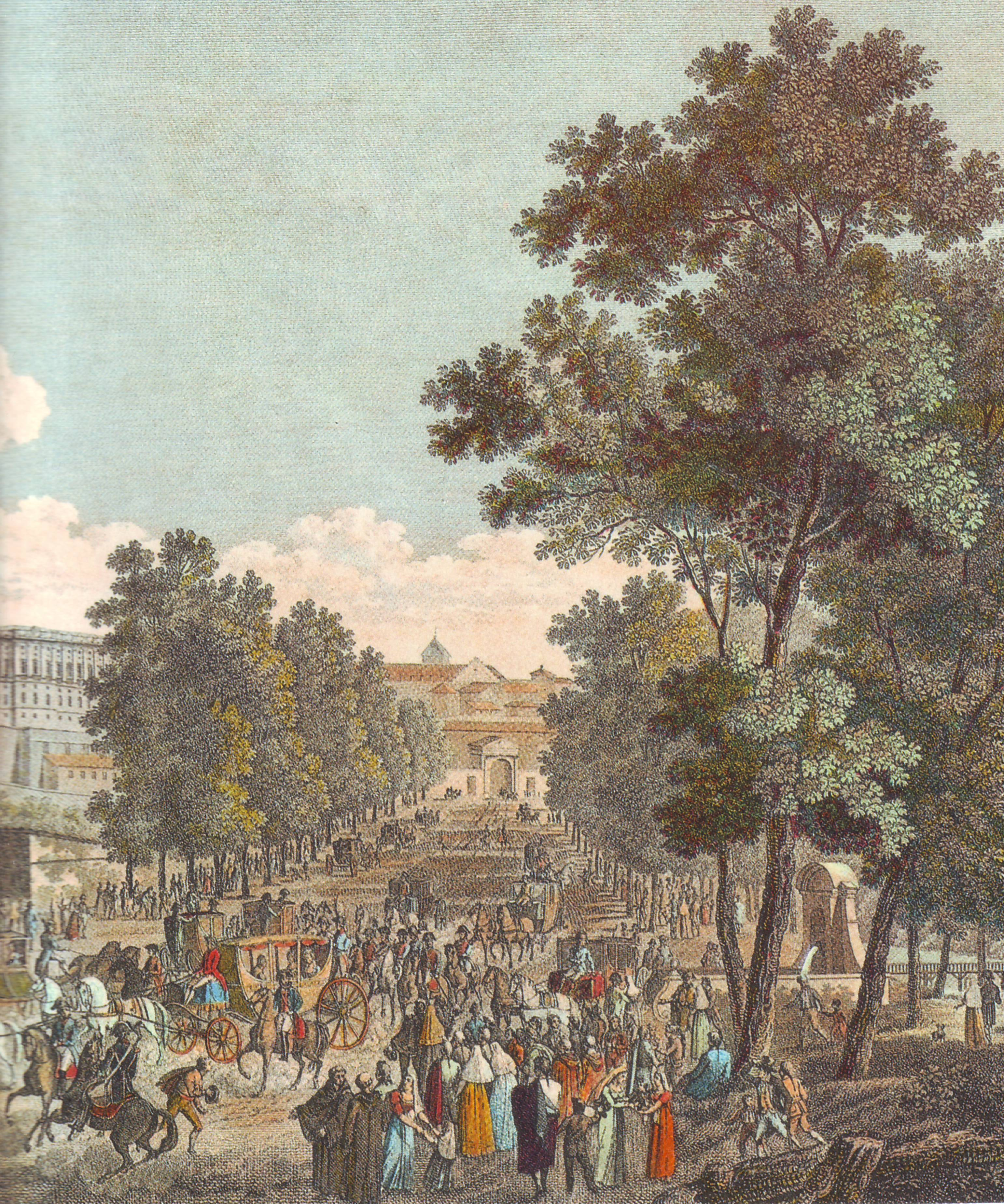
La fuente del abanico -abajo a la derecha- en el Paseo de la Florida, hacia 1800, según dibujo de François Ligier, grabado por Jean-Nicolas Lerouge. Incluido en el Voyage pittoresque et historique de l'Espagne del arqueólogo francés Alexandre de Laborde.

La fuente de San Antonio de la Florida hace referencia a sucesivas construcciones de abastecimiento de aguas situadas en las inmediaciones de la ermita de San Antonio de la Florida en la ciudad de Madrid. Representada o localizada frente a dicho edificio, aparece con los nombres sucesivos de fuente del Abanico, fuente de la Florida y fuente de los Once Caños.

## Historia

### La fuente del Abanico
Pintada de forma muy somera por José del Castillo en 1779, y ya desaparecida, parece corresponderse con la incluida en el plano de Espinosa de 1769. Distintos autores e iconografía la sitúan frente a la ermita de San Antonio de la Florida.
En su estudio dedicado a los viajes de agua de Madrid, Guerra Chavarino localiza esta fuente frente a la Cuesta de los Harineros o de Areneros, junto al desaparecido Asilo de Lavanderas. Anota que debía su nombre al dibujo que describía el agua al salir de sus caños, y la describe como un simple pilón adornado con la escultura de unos niños. Aunque López de Vega la describió entre las fuentes del paseo del Prado, sin embargo en documentos relacionados con la ermita de San Antonio de la Florida se menciona que el edificio original se construyó "frente a la fuente del Abanico", como puede apreciarse en el grabado incluido en el Voyage pittoresque et historique de l'Espagne... (tomo II, parte segunda), del arqueólogo francés Alexandre de Laborde.

### En losLibros de Acuerdos
En un folio de los Libros de Acuerdos del Ayuntamiento de Madrid correspondiente al 12 de agosto de 1812, y a propósito de la llegada de Wellington a Madrid, puede leerse: «Habiendo tenido noticia de que el Excelentísimo señor duque de Ciudad Rodrigo debía hacer su entrada a las once de la mañana, dispuso la municipalidad salir inmediatamente en ceremonia a recibirle, como lo hizo junto a la fuente del Abanico».

### La de los Once Caños

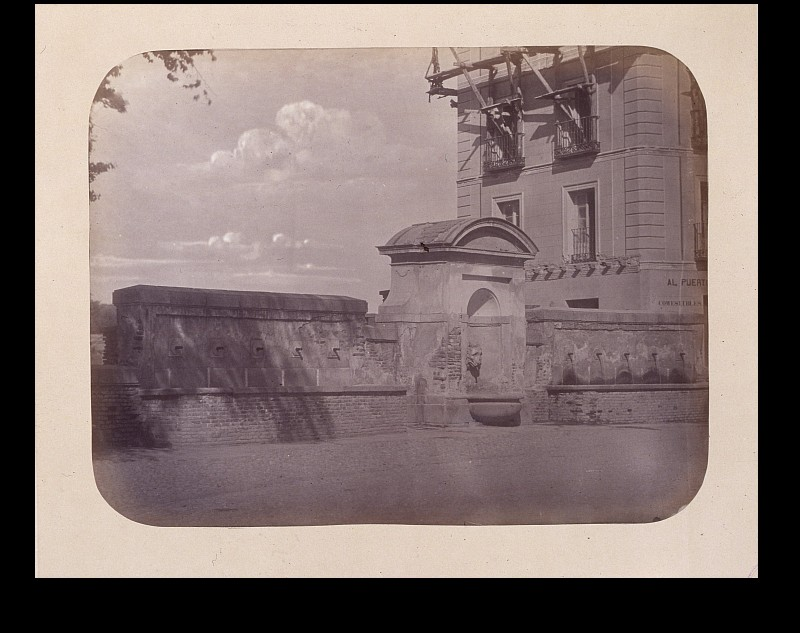
La del Abanico convertida en fuente de once caños, fotografiada por Alfonso Begué en 1864

Desaparecidas las fuentes dieciochescas, es probable que parte de su estructura se conservara en la llamada fuente de los Once Caños proyectada en 1829, que, también frente a la ermita de San Antonio y en lo que ya era carretera del Real sitio del Pardo, fotografió Alfonso Begué en 1865. Así parecen sugerirlo el mascarón con una cabeza leonina que preside su caño central y la estructura que vista de espaldas aparece en un cuadro de Casimiro Sainz, pintado en 1877, representando un paisaje en el entorno de la fuente de San Antonio de la Florida.